# 荣耀10
荣耀10是华为旗下荣耀品牌的旗舰手机，于2018年4月19日在上海东方体育中心发布。该机是荣耀9的续作，搭载麒麟970移动处理器，应用5.8英寸Notch显示屏。